# 金塔纳雷东达
金塔纳雷东达，是西班牙卡斯蒂利亚-莱昂索里亚省的一个市镇。总面积184平方公里，总人口553人（2001年），人口密度3人/平方公里。